# Здравко Георгиев (генерал-майор)
Вижте пояснителната страница за други личности с името Здравко Георгиев.
Здравко Стоичков Георгиев е български офицер, генерал-майор от артилерията, участник в Балканската (1912 – 1913) и Междусъюзническата война (1913), началник-щаб на 2-ра бригада от 2-ра пехотна тракийска дивизия и командир на дружина от 44-ти пехотен полк през Първата световна война (1915 – 1918).

## Биография
Здравко Георгиев е роден на 1 юли 1879 г. в София, Княжество България. Член е на Младата македонска книжовна дружина. През 1901 г. завършва Военното на Негово Княжеско Височество училище и е произведен в чин подпоручик. През 1904 г. е произведен в чин поручик, а на 15 октомври 1908 в чин капитан. През 1910 г. като капитан от 4-ти артилерийски полк е командирован за обучение в Академията на ГЩ в Брюксел, но през септември 1912 г. се завръща поради мобилизацията за Балканската война.
Взема участие в Балканската (1912 – 1913) и Междусъюзническата война (1913).
През Първата световна война (1915 – 1918) капитан Здравко Георгиев първоначално е началник-щаб на 2-ра бригада от 2-ра пехотна тракийска дивизия, за която служба съгласно заповед № 679 от 1917 г. по Действащата армия е награден с Народен орден „За военна заслуга“, IV степен на военна лента., на 14 август 1916 г. е производен в чин майор, след което поема командването на дружина от 44-ти пехотен полк, за която служба съгласно заповед № 355 от 1921 г. по Министерството на войната е награден с Военен орден „За храброст“, IV степен, 1 клас.
След войната, през 1919 г. е произведен в чин подполковник, а на 6 май 1923 г. в чин полковник. През 1929 г. е назначен за началник на отдел в Щаба на армията, а по-късно същата година поема командването на 1-ва пехотна софийска дивизия. На 31 октомври 1930 г. е произведен в чин генерал-майор. Към 1932 г. генерал-майор Здравко Георгиев е председател на Българския колоездачен съюз. През 1934 г. е уволнен от служба.
По време на военната си кариера служи също така и във Видинския крепостен батальон, 3-ти гаубичен полк и като адютант на Планинската дивизия.

## Военни звания
- Подпоручик (1901)
- Поручик (1904)
- Капитан (15 октомври 1908)
- Майор (14 август 1916)
- Подполковник (1919)
- Полковник (6 май 1923)
- Генерал-майор (31 октомври 1930)

## Награди
- Народен орден „За военна заслуга“, IV степен на военна лента (1917)
- Военен орден „За храброст“, IV степен, 1 клас (1921)

## Образование
- Военно на Негово Княжеско Височество училище (до 1901)
- Академия на ГЩ в Брюксел (1910 – 1912)